# Dango-ya
Dango-ya、DANGOYAプロジェクトは、非代替性トークン(NFT)の自動生成を使ったプロジェクト。
7777体のジェネラティブを配布予定
DNE（DangoNewEdo）
- 未来の世界を舞台にした物語をベースに作られている。地球外生命体により感性を書き換えられ、偏った江戸文化を尊ぶ人間達が住む世界の中の住人達が自動生成される。

ツイッターにて更新情報を発信中

## DANGOYAにおけるジェネラティブとは
プログラミング言語を使い、複数枚の絵を組み合わせて自動生成される仕組み。
DANGOYAにおいてはpythonを使用して、レイヤーを組み合わせて行う。

## ブロックチェーンブック
ブロックチェーンに書き込んでいく小説を各自で投稿できるシステムを公開予定。
DNE保有者がその保有NFTになりきってセリフを追加できる仕様を実装予定。

## 今後の展望
ブロックチェーンブックを元に、コンテンツを作成し充実させていく。